# Catherine Francblin
Catherine Francblin (née le 17 mai 1943), est une critique d'art française, membre de l’Association internationale des critiques d’art Aica).

## Biographie
Catherine Francblin a grandi à Paris dans une famille marquée par la tragédie de la Shoah, ainsi qu’elle l’a révélé dans un court récit autobiographique, Deux pères juifs, publié en 2018 aux éditions Le Bord de l'eau.
À l’issue de ses études à l’Université Paris VII sous la conduite de Julia Kristeva, elle publie son premier texte dans la revue Tel Quel. Elle y examine la place promise aux femmes dans le nouveau monde amoureux décrit par Fourier, une promesse battue en brèche par « la rage de l’utopiste d’inclure dans l’ordre social le désordre infini des passions ».
En 1975, elle entre au magazine Art Press, cofondé par Catherine Millet  et son compagnon, le galeriste Daniel Templon. Elle y signe son premier article consacré à un artiste contemporain : Jean-Pierre Raynaud dont elle continuera à suivre le travail. D'autres publications tant dans Art Press (dont elle devient rédactrice en chef) que dans Art in America et Le Quotidien de Paris mettront en évidence son intérêt pour la sculpture contemporaine et les démarches néo-conceptuelles. En 1992, elle rejoint le Musée d’art moderne de la Ville de Paris. Ses fonctions l’amènent notamment à organiser des entretiens publics réguliers avec des historiens d’art, des philosophes ou des sociologues, tels que Daniel Arasse, Georges Didi-Huberman, Paul Virilio, Nathalie Heinich, , etc. Après son départ du musée, elle est invitée par la Fondation d’entreprise Pernod Ricard à organiser la première exposition du Prix Ricard décerné chaque année à un jeune artiste plasticien de la scène française. C’est le début d’une longue collaboration avec la Fondation où elle crée le cycle de rencontres intitulé Les Entretiens sur l'art qu’elle animera pendant dix ans. 
En 2002, elle intègre le Centre national des arts plastiques (Cnap) où elle est chargée des éditions et de la diffusion de la collection du Fonds national d’art contemporain (Fnac). Après sa retraite, elle publie la première biographie de Niki de Saint Phalle et poursuit son activité de critique d’art free-lance. 
Catherine Francblin a été Présidente de l’Aica-France de 1997 à 2003. Elle a également fait partie du comité d’acquisition du Frac Limousin de 1999 à 2003.

## Publications
- Bernar Venet : toute une vie pour l'art, Paris, éd. Gallimard, 2022. 245 p. (Témoins de l'art).
- Jean Fournier, un galeriste amoureux de la couleur, Paris, éd. Hermann, 2018. 147 p. (Collection galerie d'art).
- Deux pères juifs, Lormont, éd. Le Bord de l’eau, 2018. 144 p.
- Niki de Saint Phalle. La révolte à l’œuvre, Paris, éd. Hazan, 2013. 448 p. (Biographie).
- Bertrand Lavier, Paris, éd. Flammarion, 1999. 191 p.
- Les Nouveaux réalistes, Paris, éd. du Regard, 1997. 198 p.
- La Collection Christian Stein : un regard sur l’art italien, Villeurbanne, Le Nouveau musée/Institut, éd. Art édition, 1992. 333 p.
- Daniel Buren, Paris, éd. Art Press, 1987. 80 p.
- Jean Le Gac, Paris, éd. Art Press/Flammarion, 1984. 80 p.
- L’ABCdaire de l’art contemporain (avec R. Leydier et D. Sausset), Paris, éd. Flammarion, 2003. 120 p.
- Art en Europe : 1990-2000, Milan, éd. Skira, 2002. p. 27 à 40.
- Catalogue « Niki de Saint Phalle », Paris, éd. Réunion des Musées Nationaux-Grand Palais, 2014. p. 34 à 39.
- Catalogue « Jacques Villeglé : la comédie urbaine », Paris, éd. du Centre Pompidou, 2008, p. 28 à 35.
- Catalogue « Yves Klein intime », Paris, In Fine éditions d’art, 2022, p. 25 à 33.